# Trichomanes erectum
Trichomanes erectum là một loài dương xỉ trong họ Hymenophyllaceae. Loài này được Brack. mô tả khoa học đầu tiên năm 1854.
Danh pháp khoa học của loài này chưa được làm sáng tỏ. 